# کیلیکیه (استان رومی)
کیلیکیه (به لاتین: Cilicia) یک استان رومی در عصر امپراتوری روم بود که در قلمرو سواحل جنوب‌شرقی ترکیه امروزین جای داشت.

## تاریخ
این استان پس از نبردهای مارکوس آنتونیوس علیه دزدان دریایی در ۱۰۲ قبل از میلاد تأسیس شد و بعد تا چهل سال مأمن دزدان دریایی شد تا اینکه در ۶۷ قبل از میلاد گنایوس پومپیئوس کبیر پس از نبردی سرنوشت‌ساز در آلانیا آن را مقهور جمهوری روم ساخت و طرسوس به‌عنوان پایتخت کل آن برگزیده‌شد.